# トレチノイン
トレチノイン（英語: Tretinoin）は、ビタミンA誘導体の一種であり、二重結合がすべてトランス型をとったレチノイン酸（オール・トランス異性体）である。別名オールトランスレチノイン酸（ATRA）。急性前骨髄性白血病の治療薬としての内服薬ベサノイド。トレチノインの外用薬は、日本国外で尋常性痤瘡（ニキビ）や光老化に承認された医薬品である。
外用薬では塗布部位の痒み、紅斑、熱感、皮むけが起こりやすく、第三世代の合成レチノイドであるアダパレン（商品名ディフェリン）では受容体への選択性によって、使用中止につながりやすいこの副作用を改良している。日本ではトコフェロールと結合した医薬品成分トレチノイントコフェリル（オルセノン軟膏）は、褥瘡、皮膚潰瘍に適応を持つ。

## 薬理
トレチノインはレチノールの約10倍の薬理作用を持つとされる。

## 内用薬
スイスのロシュ社が1960年代にビタミンAからスクリーニング・合成を行い、内用薬を開発している。その過程の臨床試験において、ラット実験で催奇性が確認されている。
かつて治療薬が不在であった急性前骨髄球性白血病の第一治療薬として ATRA が開発された。商品名ベサノイド（Vesanoid）。国内ではベサノイドが希少疾病用医薬品として1995年に承認され、日本ロシュ（現:中外製薬）が輸入販売を行っている。催奇性をはじめとする警告があるため劇薬指定である。
ベサノイドは抗腫瘍薬としてたいへん高濃度のレチノイン酸で組成され、重篤な副作用として呼吸不全などのレチノイン酸症候群があるため、緊急時に十分処置できる医療施設及び化学療法に精通した医師の下で使用する事となっている。エトレチナート（チガソン）と比べて期間は短いものの、服用前後一定期間の妊娠・性交が禁じられている（日本における献血では現在、悪性腫瘍の既往歴がある者はできない事とされている）。

## 外用薬
米国では、ニキビの治療薬として処方されていたものであったが、皮膚の光老化に対する治療薬としても承認されている。
米国でのニキビに対する商品名はレチンA（Retin-A）やスティーバA（Stieva-A）。軟膏・ジェル・クリームの形態で処方される。市販品の濃度は 0.01%～0.1% 程度であり、症状や体質に合わせて適切な濃度のものが処方される。濃度が高いほど、クリームが黄味がかった色になる。光老化によるシワの軽減では商品名レノバ（RENOVA、0.02%濃度）である。
日本では東京大学医学部附属病院など一部の大学病院や、皮膚科や形成外科で、院内調剤された軟膏の処方を受けることは可能である。比較的簡単に製剤することが可能なため、薬価自体はそれほど高くない。個人輸入もできる。他のレチノイドで、日本での医薬品の承認のあるものでは、アダパレン（商品名ディフェリン）が2008年に承認されている。

### 改良と類似物質
処方薬としてのトレチノインは1969年から用いられてきており、受容体に結合しレチノイン酸の活性を示すことで、細胞増殖や分化を促す。後に登場した第三世代の合成レチノイドであるアダパレンでは受容体への選択性によって、使用中止につながりやすい皮膚刺激性の副作用を改良している。2018年までにトレチノンの放出速度を変更するための改良も、動物試験において行われてきた。
レチノイン酸レチニルはレチノイン酸とレチノールを結合したエステルで、またヒドロキシピナコロンレチノアートはオールトランスレチノイン酸のエステルであり、共に皮膚刺激性や物質の安定性を改良し化粧品に配合されている。

### 物性と使用注意
トレチノインは太陽光によって非常に分解しやすく、紫外線の照射により30分以内に最初の5分の1となったという実験結果があるが、波長420nm（青系）が最も分解を早め、紫外線B（UV-B）の日焼け止めでは光分解を遅らせることはできず、紫外線A（UV-A）の日焼け止めでもほとんど効果はなかった。トレチノインのような伝統的なレチノイドは光学的な安定性が改良されていないため、紫外線によって分解するため一般に夜に使用するよう指示される。理想的には夕方以降に、身体を洗ってから20分以上経過した完全に乾いた顔（水分によっても分解される）に適用するよう指示を受ける。

### 副作用
トレチノインでは、副作用のレチノイド反応が起こりやすく、塗布部位の痒み、紅斑、熱感、皮むけが生じることがあり、こうした反応が起きた場合、刺激の少ない別のレチノイドに変更したり、使用頻度を減らす。こうした皮膚刺激性を小さくするため、最初は週2-3回で開始し保湿剤を併用することもできる。レチノイド反応は、使用から最初の2-4週間に起こりやすく通常は使用を続けるとおさまる。しかし、まれにトレチノイン以外の成分に対するアレルギーが起こることがある。紫外線への感受性の高まりは使用初期に起こりやすく、過剰な日光への暴露を避け日焼け止めの使用が推奨されるが、数か月も経過するとこの反応は正常に戻る。いきなり高濃度のものを塗布すると、体質によっては皮膚への刺激が強すぎ、かえってソバカス等のシミを増やすこともある。

### 耐性
米国の皮膚科医のゼイン・オバジによれば、2-3か月の有効な反応が続いた後に効果への耐性が生じ、耐性が強くなるほど吸収されずに皮膚上に残り炎症を起こす皮膚刺激だけが続くことがあり、このこともトレチノイン使用中止の理由となるため、トレチノインの5か月以内の使用を推奨している。レチノールでは吸収された細胞内でレチノイン酸に変換されるため、このような反応は起こさない。東京大学医学部のちに自治医科大学附属病院でトレチノインを用いた治療を行ってきた吉村浩太郎によれば、トレチノインに耐性が生じるため連続使用は長くても8週間とし、その後1-2か月の休止を行うことで完全ではないが再び有効となるとしている。

## 有効性
2019年のレビューによるとニキビへの有効性では、トレチノイン、タザロテン、アダパレンからどれを選択かするかということよりも、過酸化ベンゾイルを併用することが重要で、副作用の点ではアダパレンの忍容性が高い。
とりわけ、紫外線による肌の老化である光老化に対する研究が実施されている。1984年には動物研究、1986年には予備研究が行われ多くの研究者の興味をひき、1988年以降に実施されたトレチノインクリームを1-4か月間までの3つのランダム化比較試験（RCT）は、しわや角質層の改善を見出し、1990年代には6か月間の5つのRCTが、計1200人ほどにて研究を実施し、細かい・荒いシワ、斑点状の色素沈着、たるみなどの改善を示していた。より長期の研究は10か月後のシワの改善の継続を見出しており、また週3回、6か月以上の使用は、細かいシワをより改善し、真皮への影響も変化していた。副作用に、刺激、紅斑、皮膚炎があり、生じた場合、通常は濃度の低いものに変更する。外用剤としての使用でも胎児奇形性があるため、妊婦への使用を避け、妊娠を避けるよう注意が必要となる。
65名でのRCTで、トレチノインがレチノールの10倍の効力だと考えられているため、レチノールをトレチノインの10倍配合し比較したところ3か月後に有意な差はなく、比較は光ダメージ、シワやキメの細かさ、肌の明るさ、色素沈着においてなされた。
いくつかの比較試験から、6-8か月の0.025%から0.1%のトレチノインの皮膚の改善度は同じだが濃度が低いほど副作用が少なかったことが判明しており、このような期間で用いる場合には高濃度を使用する利点はない可能性がある。一方、ランダム化比較試験が実施されていないものの0.25%のトレチノインを4-6週間使用した研究は早い効果と副作用への早い適応を見出している。2014年までには6年以上の追跡調査があるが、結果の矛盾や、使用中止により有益な効果の復活が見られたこともあり、継続投与に最適な量や最良の方法についての結論は下せない。
肝斑に対しては2017年のレビューにおいて、2件の研究が参照されている。38人のRCTでは、0.1%濃度のトレチノインを使用し、半年後に68%に改善をもたらし偽薬では5%で、紅斑や皮剥けといった副作用は88%に起こった。28名で同様の条件で、10か月後、肝斑の面積と重症度スコアは32%改善し、副作用は67%に生じた。また0.05%トレチノインと0.1%アダパレンの肝斑への効果を比較したRCTでは、有効性は同等で、一方での副作用はトレチノインの63%に副作用が起こり使用中止者もいたが、アダパレンでは13%に肌の乾燥、8%に軽度の紅斑を示しトレチノインより副作用の少ない治療法だとされた。日本人を対象とし行われた研究で、6か月後に治療効果がエクセレントあるいはグッドと判断されたのは、肝斑で約27%、老人性色素斑で約78%であった。
24人でのランダム化比較試験でトレチノン外用薬は糖尿病の足の潰瘍の治癒状況を改善した。